# Neobouteloua
Neobouteloua es un género de plantas herbáceas perteneciente a la familia de las poáceas. Es originario de Argentina. Comprende 4 especies descritas y de estas, solo 2 aceptadas.

## Taxonomía
El género fue descrito por Frank Walton Gould y publicado en Journal of Botany, British and Foreign 66: 141. 1928. La especie tipo es: Dicrocaulon pearsonii N.E. Br. 
Etimología
Neobouteloua: nombre genérico compuesto del prefijo latíno neo = "nuevo" y Bouteloua", un género de la misma familia.

## Especies aceptadas
A continuación se brinda un listado de las especies del género Neobouteloua aceptadas hasta junio de 2015, ordenadas alfabéticamente. Para cada una se indica el nombre binomial seguido del autor, abreviado según las convenciones y usos.
- Neobouteloua lophostachya (Griseb.) Gould	1968
- Neobouteloua pauciracemosa M.G.López & Biurrun[4]